# Amathuxidia lucida
Amathuxidia lucida är en fjärilsart som beskrevs av Hans Fruhstorfer 1904. Amathuxidia lucida ingår i släktet Amathuxidia och familjen praktfjärilar. Inga underarter finns listade i Catalogue of Life.